# Krautrock
Krautrock je obecný název pro experimentální hudební scénu, která se objevila v Německu koncem 60. let a získávala si popularitu po celá 70. léta, a to zejména ve Velké Británii. DJ rádia BBC John Peel je považován za šiřitele krautrocku mimo německy mluvící státy.

## Původ termínu
Termín krautrock byl původně vtipem vytištěným v britském hudebním tisku (například New Musical Express a Melody Maker), kde „krautrock“ našel odezvu v undergroundové scéně.

## Charakteristika
Krautrock je vybíravý a často velmi originální mix post-psychedelického jamování a náladového progresivního rocku ve směsi s nápady soudobé experimentální klasické hudby (hlavně skladatel Karlheinz Stockhausen, s nímž předtím studovali např. Irmin Schmidt a Holger Czukay ze skupiny Can) a z nových experimentálních směrů, které se objevily v jazzu během 60. a 70. let (hlavně free jazzové skladby od Ornette Coleman a Alberta Aylera).
Typické skupiny hrající krautrock v 70. letech byly Tangerine Dream, Faust, Can, Amon Düül II, Ash Ra Tempel a jiní, sdružení s kolínskými hudebníky a inženýry Dieter Dierksom a Conny Plank, jako Neu!, Kraftwerk a Cluster.
Znak krautrocku je směs rockové hudby a nástrojů „rockových skupin“ (basová kytara, kytara, bicí) s elektronickými nástroji a strukturou, často s tím, co se dnes nazývá citlivost ambientní hudby. Obvyklý rytmus v hudbě byl 4/4 beat (takt), v anglickém hudebním tisku často nazývaný „motorik“.

## Významní umělci
| - Amon Düül - Amon Düül II - Agitation Free - Ash La Tempel - Birth Control - Can - Cluster - David Bowie - Holger Czukay - Brainticket - Eloy - Embryo - Eruption | - Exmagma - Faust - Floh de Cologne - Edgar Froese - Frumpy - Manuel Göttsching - Grobschnitt | - Guru Guru - Jean Ven Robert Hal - Peter Michael Hamel - Hoelderlin - Jane - Kin Ping Meh - Kraan - Kraftwerk - La Düsseldorf | - Nektar(skupina) - Neu! - Night Sun - Novalis - Organisation - Conny Plank - Eberhard Schoener | - Stern-Combo MEISSEN - Thirsty Moon - Ton Steine Scherben - Wallenstein - Walter Wegmüller - Xhol Caravan |